# Dolní Beřkovice
Dolní Beřkovice (en allemand : Unter Berschkowitz) est une commune du district de Mělník, dans la région de Bohême-Centrale, en Tchéquie. Sa population s'élevait à 1 495 habitants en 2020.

## Géographie
Dolní Beřkovice est arrosée par l'Elbe et se trouve à 5 km au nord-nord-ouest de Mělník et à 36 km au nord du centre de Prague.
La commune est limitée par Horní Počaply et Liběchov au nord, par Mělník à l'est, par Hořín au sud et par Cítov à l'ouest.

## Histoire
La première mention écrite de la localité date de 1318.

## Administration
- Dolní Beřkovice
- Podvlčí
- Vliněves